# Colma (Califórnia)
Colma é uma pequena vila incorporada no estado americano da Califórnia, no condado de San Mateo. Situa-se na península de São Francisco na área da baía de São Francisco. Foi incorporada como uma necrópole em 1924. Possui pouco mais de 1,5 mil habitantes, de acordo com o censo nacional de 2020.
Com a maior parte das terras de Colma dedicadas a cemitérios, a população de mortos – não especificamente conhecida, mas especulada em cerca de 1,5 milhão – supera a de vivos em uma proporção de quase mil para um. Isso levou Colma a ser chamada de "Cidade do Silêncio" e deu origem a um lema humorístico, anteriormente apresentado no site da cidade: "É ótimo estar vivo em Colma".

## Geografia
De acordo com o Departamento do Censo dos Estados Unidos, a vila tem uma área de 4,9 km², dos quais todos os 4,9 km² estão cobertos por terra.

### Localidades na vizinhança
O diagrama seguinte representa as localidades num raio de 8 km ao redor de Colma. 

## Demografia
Desde 1930, o crescimento populacional médio, a cada dez anos, é de 27,9%.

### Censo 2020
De acordo com o censo nacional de 2020, a sua população é de 1 507 habitantes e sua densidade populacional de 307,8 hab/km². Houve um decréscimo populacional na última década de -15,9%, bem abaixo do crescimento estadual de 6,1%. Continua a ser a localidade menos populosa do condado de San Mateo, ocupando a 20ª posição.
Possui 526 residências que resulta em uma densidade de 107,4 residências/km² e uma redução de -10,2% em relação ao censo anterior. Deste total, 3,2% das unidades habitacionais estão desocupadas. A média de ocupação é de 3,0 pessoas por residência.
A renda familiar média é de 95 357 dólares e a taxa de emprego é de 70,0%.

### Censo 2010
Segundo o censo nacional de 2010, a sua população era de 1 792 habitantes e sua densidade populacional de 362,2 hab/km². Era a localidade menos populosa do condado de San Mateo e também a que teve, em 10 anos, o maior crescimento populacional. Possuía 586 residências que resultava em uma densidade de 118,5 residências/km².

## Transporte
A estação Colma nos ônibus BART e SamTrans atendem a cidade.